# Helmut Seifen

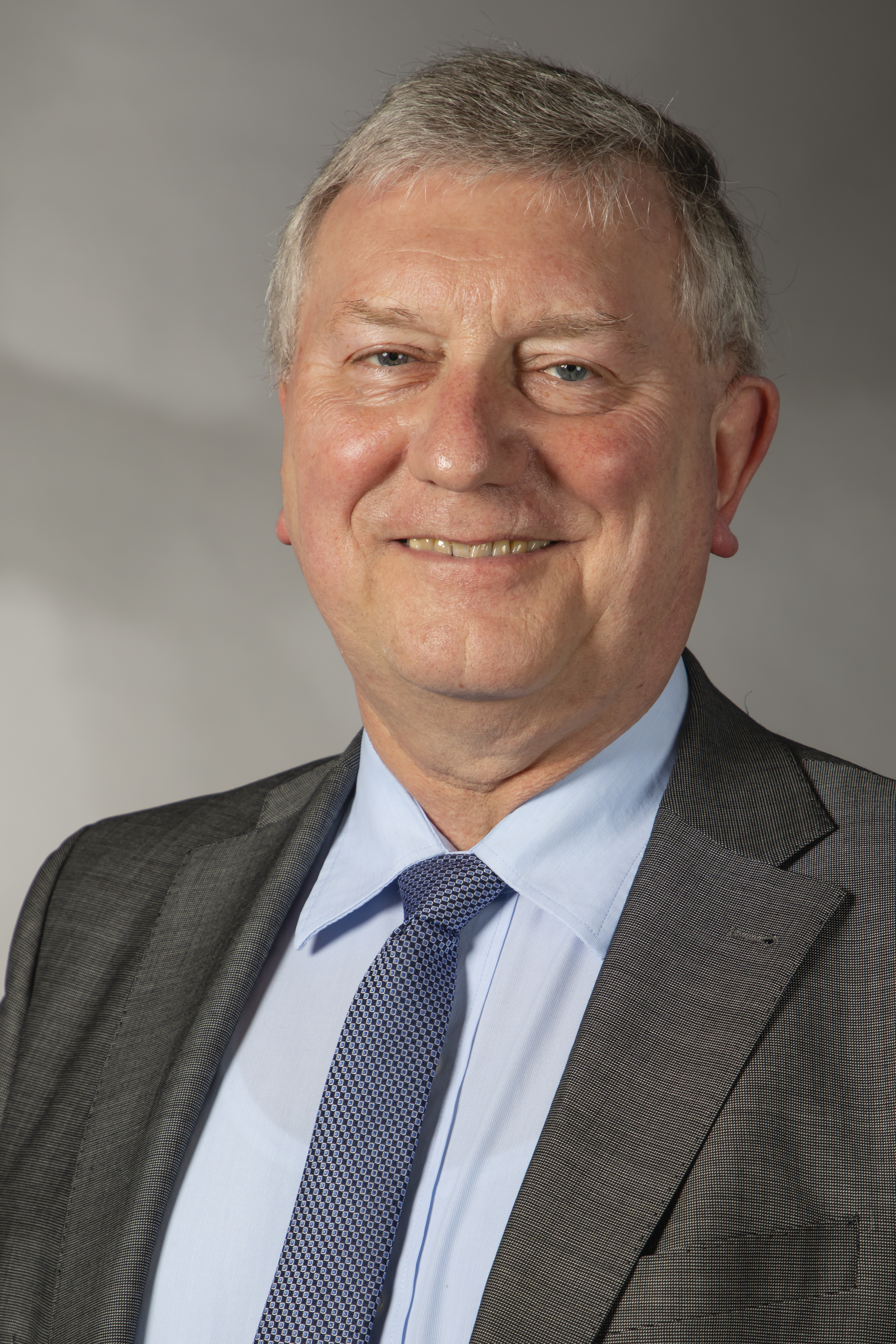
Helmut Seifen, 2019

Helmut Seifen (* 6. November 1953 in Gelsenkirchen-Buer) ist ein deutscher Politiker (AfD). Er war von Juni 2017 bis Juni 2022 Abgeordneter im Landtag von Nordrhein-Westfalen. Er amtierte von Dezember 2017 bis zu seinem Rücktritt im Juli 2019 als Landesvorsitzender der AfD Nordrhein-Westfalen.

## Ausbildung und Beruf
Helmut Seifen studierte von 1973 bis 1978 Germanistik, Geschichte, Philosophie und Pädagogik an der Universität Münster. 1978 legte er das Erste, 1981 das Zweite Staatsexamen für das Lehramt an Gymnasien ab. Im Anschluss war er als Gymnasiallehrer für Deutsch und Geschichte tätig. 2001 wurde er stellvertretender Leiter des Städtischen Gymnasiums Borghorst und 2004 schließlich Leiter des Schlaun-Gymnasiums in Münster. Von 2008 bis 2017 war er Schulleiter des Werner-von-Siemens-Gymnasiums in Gronau.

## Politik
Seifen war Mitglied der CDU, für die er von 2004 bis 2009 dem Rat der Stadt Gronau angehörte.
Im Juni 2013 trat er in die AfD ein und von 2013 bis 2016 fungierte er als Sprecher des AfD-Kreisverbandes Borken. Von 2014 bis 2018 war er Mitglied des Kreistages im Kreis Borken.
Bei der Landtagswahl in Nordrhein-Westfalen 2017 kandidierte er auf Platz sechs der AfD-Landesliste und zusätzlich als Direktkandidat im Landtagswahlkreis Borken II. Er wurde über die Landesliste in den Landtag gewählt und wurde zum bildungspolitischen Sprecher der Fraktion gewählt.
Im Dezember 2017 wurde Seifen auf dem Landesparteitag in Kalkar gemeinsam mit Thomas Röckemann zum Vorsitzenden der AfD Nordrhein-Westfalen gewählt. Im Juni 2019 äußerte er sich kritisch über die  völkisch-nationalistische parteiinterne Gruppierung „Der Flügel“ und verglich Äußerungen Björn Höckes mit denen von Hitler und Goebbels. Daraufhin strebte Steffen Christ, Vorsitzender des AfD-Bezirksverbandes Münster, beim NRW-Landesschiedsgericht ein Verfahren gegen ihn an, das der Bundesparteivorstand abwies. Am 6. Juli 2019 trat Seifen auf einem Sonderparteitag in Warburg als Landesvorsitzender zurück. Nach der Landtagswahl 2022 schied er aus dem Landtag aus.
Seifen trat in Parlamentsdebatten immer wieder mit islamophoben Äußerungen in Erscheinung. So äußerte er etwa in einer Parlamentsdebatte im Landtag NRW: „Wenn orthodoxe Moslems ihre Kleinkinder mit dem Kopftuch zur Schule schicken, dann ist das eine deutliche Botschaft. Wenn diese Zahl der Kinder immer weiter zunimmt [...] dann ist das eine Form der Islamisierung. Und wir lassen diese Kinder alleine.“
Die Politik der Grünen und der SPD als sog. „Altparteien“ bezeichnete er als „ökosozialistischen Wahn“.

## Privates
Helmut Seifen ist verheiratet, hat drei Kinder und wohnt in Gronau.